# Outlandos d'Amour
Outlandos d'Amour es el álbum debut de la banda The Police, lanzado en 1978, siendo también uno de los trabajos más representativos del grupo.

## Grabación y contenido
Grabado con "cintas usadas" en consola de 16 canales, en los estudios "Surrey Sound Studios". La mayor parte de las canciones que aparecen en este álbum habían sido ensayadas y presentadas en vivo con anterioridad; por tal razón, varias canciones se grabaron en una sola toma. De inmediato, Outlandos d'Amour se convirtió en todo un éxito de ventas, por ser un disco que mezcla estilos variados como reggae y rock; la esencia del sonido de The Police. 
Este álbum contiene una de las canciones más aclamadas de la banda, "Roxanne", canción inspirada en una prostituta que Sting habría visto de paso por Francia, además de otro éxitos como "So Lonely", "Can't Stand Losing You", "Next To You", "Hole In My Life" y "Truth Hits Everybody". 
Hasta el día de hoy, del álbum "Outlandos d'Amour" se han vendido casi nueve millones de copias por todo el mundo.

## Lista de canciones
- Todas las canciones escritas y compuestas por Sting, excepto donde se indique.

1. "Next To You" – 2:50
2. "So Lonely" – 4:49
3. "Roxanne" – 3:12
4. "Hole In My Life" – 4:52
5. "Peanuts" (Sting, Stewart Copeland) – 3:58
6. "Can't Stand Losing You" – 2:58
7. "Truth Hits Everybody" – 2:53
8. "Born In The 50's" – 3:40
9. "Be My Girl - Sally" (Sting, Andy Summers) – 3:22
10. "Masoko Tanga" – 5:40

## Personal
The Police
- Sting - voz principal y coros, bajo, armónica en "So Lonely".
- Andy Summers - guitarras eléctricas, piano, voz y coros.
- Stewart Copeland - batería, octoban, voz y coros.

- Datos: Q862386